# Senhora do Carmo
Senhora do Carmo é um distrito do município brasileiro de Itabira, no interior do estado de Minas Gerais. Segundo o censo demográfico de 2022, realizado pelo Instituto Brasileiro de Geografia e Estatística (IBGE), sua população era de 2 750 habitantes e havia 1 101 domicílios particulares permanentes ocupados. Possui área de 285,27 km² conforme a Fundação João Pinheiro (FJP).
De acordo com o IBGE, em 2010 a população era de 1 569 habitantes e havia 1 449 domicílios particulares.
Foi criado pela lei provincial nº 1.635 de 15 de setembro de 1870, então com o nome de Carmo de Itabira. Passou a se chamar Nossa Senhora de Itabira no final da década de 1910. Pelo decreto-lei estadual nº 148, de 17 de dezembro de 1938, recebeu a denominação de Senhora do Carmo.